# Krikštėnai
Krikštėnai (hist., pol. Chrzczeniszki, Krzczeniszki, Krzyceniszki) – wieś na Litwie położona w rejonie wiłkomierskim okręgu wileńskiego, 15 km na południowy wschód od Wiłkomierza.

## Historia

### Własność
Pierwsza znana wzmianka o Chrzczeniszkach pochodzi z roku 1744. W 1745 roku majątek został kupiony od rodziny Monkiewiczów przez Ignacego Bohusza (~1720–1778). Po jego śmierci dobra te odziedziczył jego młodszy brat ks. Franciszek Ksawery Bohusz. Na początku XIX wieku kupili Chrzeczniczki pochodzący z Pomorza Bagniewski, wicegubernator wileński i jego żona Mineykówna. Sprzedali oni prawdopodobnie ten majątek Julianowi Pac Pomarnackiemu żonatemu z Różą Dowmont-Siesicką. Julian w 1838 roku pełnił urząd prezesa sądów granicznych, a w latach 1842–1853 był kuratorem szkół ujezdu wiłkomirskiego. Kolejnym właścicielem Chrzczeniczek był jego syn Bronisław żonaty z N. Zakrzewską. Mieli oni dwóch synów: Jana i Stanisława. W 1917 roku (lub w 1880 roku)) sprzedali oni majątek Edwardowi de Bondy (1849–1922), generałowi majorowi Armii Imperium Rosyjskiego. Ostatnią właścicielką tych dóbr była córka generała, Eugenia de Bondy, zabita przez NKWD w 1941 roku.

### Przynależność administracyjna
| rok  | liczba ludności |
| ---- | --------------- |
| 1902 | 95              |
| 1923 | 116 (folwark)   |
| 1959 | 78              |
| 1970 | 105             |
| 1979 | 111             |
| 1985 | 100             |
| 1989 | 147             |
| 2001 | 152             |
| 2011 | 102             |

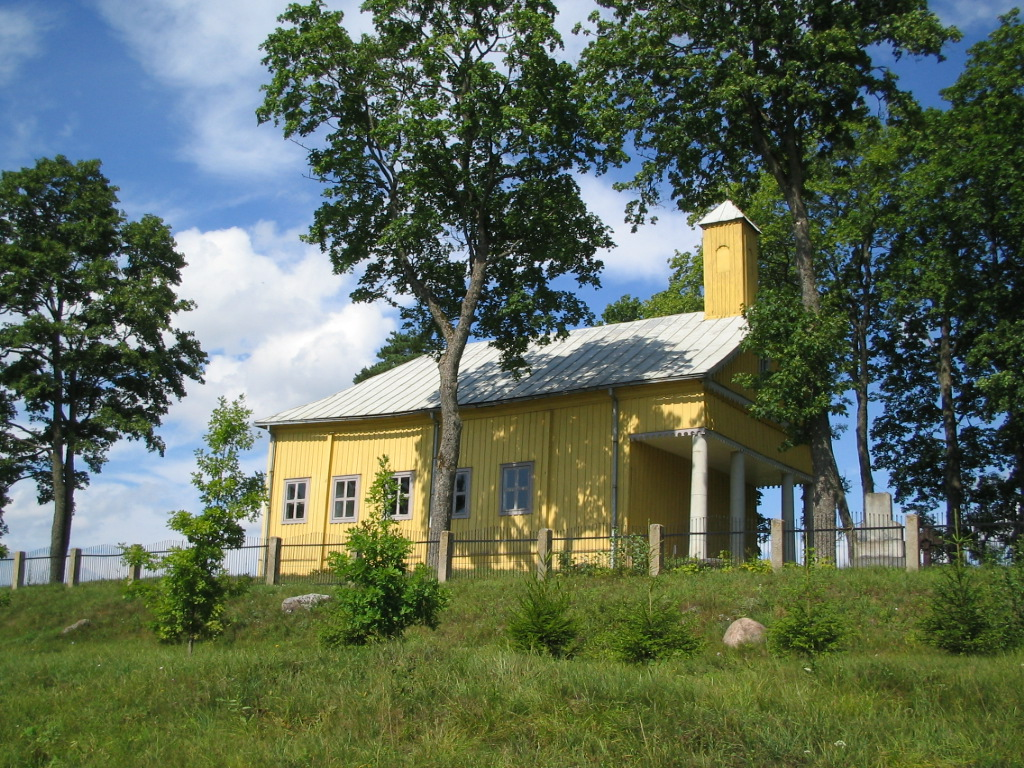
Drewniany kościół Jezusa Ukrzyżowanego, 2006

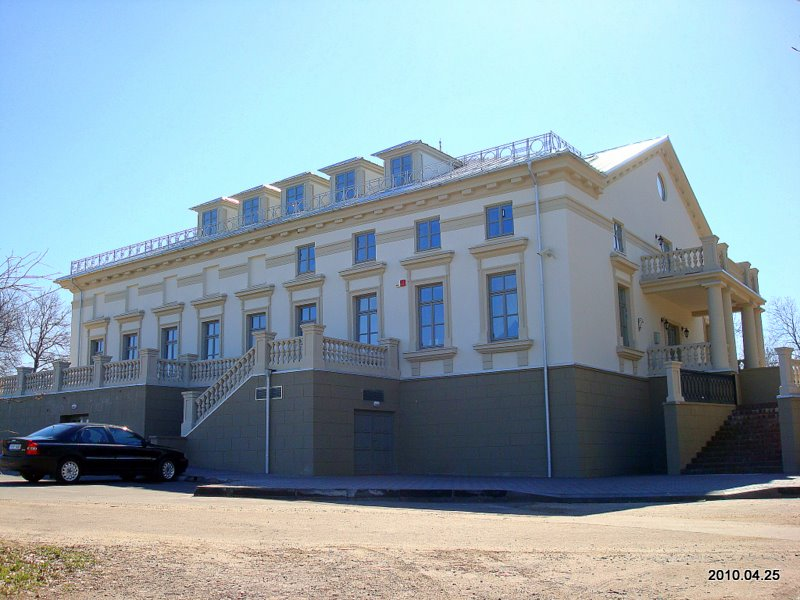
Obecny kształt pałacu, 2016

- W I Rzeczypospolitej – w powiecie wiłkomierskim województwa wileńskiego Rzeczypospolitej[1];
- po III rozbiorze Polski (od 1795 roku) majątek leżał w powiecie wiłkomierskim (ujeździe) guberni wileńskiej (w latach 1797–1801 guberni litewskiej), a od 1843 roku – guberni kowieńskiej Imperium Rosyjskiego[5];
- po I wojnie światowej wieś należała do Litwy, która w okresie 1940–1990, jako Litewska Socjalistyczna Republika Radziecka, wchodziła w skład ZSRR;
- wieś w latach 1950–1963 była siedzibą gminy Krikštėnai;
- od 1990 roku wieś leży na terenie niepodległej Litwy.

### XIX, XX i XXI wiek
W latach 1787–1890 ksiądz Bohusz wzniósł tu drewniany kościół pod wezwaniem Zbawiciela. Do 1849 roku kościół należał do diecezji wileńskiej, później do diecezji żmudzkiej, a od 1926 do 1939 roku do archidiecezji kowieńskiej. W 1939 roku kościół stał się siedzibą parafii, obecnie pod wezwaniem Jezusa Ukrzyżowanego.
Kościół został wzniesiony w stylu ludowego klasycyzmu, na prostokątnym planie, z wieżą i pojedynczą nawą. Główną fasadę stanowi portyk z 4 kolumnami.
W 1814 roku powstała kaplica na cmentarzu.
W 1938 roku powstała tu szkoła podstawowa, w latach 1949–1994 była to siedmio- i ośmiolatka, do 2005 roku jako samodzielna szkoła, a od tego roku jako filia działu edukacji podstawowej w Wiłkomierzu.
W latach 1950–1992 funkcjonował tu kołchoz. W 1952 roku uruchomiono dom kultury i bibliotekę. Od 1991 roku funkcjonuje tu ośrodek religijny – klasztor kontemplacyjny kongregacji sióstr karmelitanek Marii Bramy Świtu i św. Teresy. We wsi działa poczta i punkt medyczny.

## Pałac
Juliusz Pac Pomarnacki w połowie lat 40. XIX wieku wzniósł tu pałac nawiązujący stylem do późnego baroku. Był to budynek na planie prostokąta, dwukondygnacyjny, o dziewięcioosiowych fasadach głównych, na podwyższonej podmurówce. W środkowej części fasady frontowej występował trójosiowy, podniesiony o jedno piętro ryzalit zwieńczony trójkątnym szczytem. Główne wejście do domu poprzedzał taras, a nad nim, na wysokości trzeciej kondygnacji był balkon wsparty na konsolach. Całość przykrywał dwuspadowy dach. Od strony ogrodowej bryłę domu powiększały skrzydła boczne. Kształt pałacu z drugiej połowy XIX wieku jest znany z akwareli Napoleona Ordy z około 1875 roku.
Po prawej stronie pałacu stała parterowa oficyna, a po lewej – brama wjazdowa w formie dwóch czworograniastych filarów zwieńczonych wazonami.
Podczas II wojny światowej pałac został uderzony przez bombę, która zniszczyła jedno z jego skrzydeł. Po wojnie pałac należał do kołchozu Krikštėnai, znajdowały się tu biuro i biblioteka wiejska. Podczas rekonstrukcji w czasach radzieckich pałac całkowicie zatracił swój oryginalny wygląd, pod ich koniec był opuszczony i niszczał. W 1994 pałac zwrócono spadkobiercom rodziny de Bondi, którzy sprzedali go obecnemu właścicielowi pałacu, Vladowi Algirdasowi Šemecie, który po 2010 roku uporządkował otoczenie dworu, odbudował pałac i zaadaptował go do potrzeb turystyki.
Od 1992 roku pałac jest chroniony jako zabytek (pozycja 793 w rejestrze zabytków).
Majątek Chrzczeniszki został opisany w 4. tomie Dziejów rezydencji na dawnych kresach Rzeczypospolitej Romana Aftanazego.